# کلارکسبرگ (تنسی)
کلارکسبرگ(به انگلیسی: Clarksburg) شهری در ایالت تنسی کشور ایالات متحده آمریکا است که جمعیت آن در سرشماری سال ۲۰۱۰ میلادی، ۳۹۳ نفر بوده‌است.